# Giōrgos Kalafatīs
Giōrgos Kalafatīs, altresì noto come Yeorgios Kalafatis (in greco: Γιώργος Καλαφάτης; Atene, 1890 – Atene, 19 febbraio 1964), è stato un calciatore greco, di ruolo attaccante.
Fu il fondatore della società polisportiva greca Panathinaikos.

## Carriera

### Nazionale
Fece parte della nazionale greca che partecipò ai Giochi olimpici di Anversa, disputò l'unica partita giocata dalla sua nazionale in quell'edizione. In tale occasione fu anche l'allenatore della nazionale greca.